# Sitio de Alejandría (1801)
El sitio de Alejandría (1801), ocurrido desde el 17 de agosto al 2 de septiembre de 1801, se libró durante las guerras revolucionarias francesas entre las fuerzas francesas y británicas. Fue la última acción de la campaña napoleónica en Egipto y Siria (1798-1801). Los franceses habían ocupado Alejandría, una importante ciudad portuaria fortificada en el delta del Nilo en el norte de Egipto, desde el 2 de julio de 1798, y la guarnición se rindió el 2 de septiembre de 1801.

## Antecedentes
La batalla entre británicos y franceses en Canope el 21 de marzo de 1801 resultó en un rechazo francés. Los franceses bajo Menou, desanimados por este fracaso, se retiraron a Alejandría. Con la muerte de Abercrombie, John Hely-Hutchinson sucedió como comandante de la fuerza británica en agosto. Ahora tenía la intención de sitiar Alejandría y embotellar a Memou.
Hutchinson dejó Coote con 6000 hombres y luego envió parte de la reserva con el barón Charles de Hompesch para capturar Rosetta. Luego avanzó a El Cairo, al que llegó, después de algunas escaramuzas, a mediados de junio. Junto con una considerable fuerza turca, Hutchinson invirtió El Cairo y el 27 de junio la guarnición francesa de 13 000 efectivos bajo el mando del general Augustin-Daniel Belliard, superada en personal y armamento, se rindió. El general John Moore los escoltó a la costa a través de Rosetta.

## Sitio
Hutchinson, con El Cairo fuera del camino, comenzó ahora la reducción final de Alejandría. Tenía treinta y cinco batallones en total. Mientras la reserva se dirigía hacia el este, Coote, con los Guardias y otras dos brigadas, desembarcó el 16 de agosto hacia el oeste, donde la guarnición de Fort Marabout, que el 54.º Regimiento de Infantería finalmente asaltó. Ambos bandos montaron asaltos combinados, pero los soldados franceses, incapaces de escapar y con la escasez de alimentos y las enfermedades cobrando su precio, se desilusionaron cada vez más con la campaña. Menou sabía que no tenía esperanza y el 26 de agosto pidió condiciones; el 26 de agosto propuso términos formales de capitulación. Los términos modificados por los comandantes británicos y puestos en vigor se conocen como la Capitulación de Alejandría.

## Consecuencias
Para el 2 de septiembre, un total de 10 000 franceses se rindieron bajo términos que les permitieron mantener sus armas personales y equipaje, y regresar a Francia en barcos británicos. Sin embargo, todos los barcos y cañones franceses en Alejandría se rindieron a los británicos.
De los buques de guerra capturados en el puerto, las fragatas francesas Égyptienne (50) y Régénérée (40), y la fragata ex veneciana Léoben (26) fueron a Gran Bretaña, mientras que la fragata francesa Justice (44), el ex barco veneciano de línea Causse (64) y la fragata Mantoue (26), y las ex corbetas turcas Halil Bey, Momgo Balerie y Salâbetnümâ fue a los turcos, bajo el mando del capitán Pacha (sic).
Los historiadores relatan que la guarnición francesa, sintiéndose abandonada por una República indiferente, abandonó gradualmente los altos estándares de conducta y servicio característicos del Ejército revolucionario francés. Muchos soldados se negaron a renovar su juramento a la República, o lo hicieron a medias. En sus memorias, el cirujano en jefe del Gran Ejército de Napoleón, el barón Dominique-Jean Larrey, recuerda cómo el consumo de carne de caballos árabes jóvenes ayudó a los franceses a frenar una epidemia de escorbuto. Así comenzaría la tradición del siglo 19 del consumo de carne de caballo en Francia.

## La Piedra Rosetta
Después de la rendición, surgió una disputa sobre el destino de los descubrimientos arqueológicos y científicos franceses en Egipto. Uno de los artefactos clave fue la Piedra Rosetta que había sido descubierta a mediados de julio de 1799 por científicos franceses del Institut d'Égypte. Menou se negó a entregarlos, alegando que pertenecían al instituto. Cómo exactamente la piedra llegó a manos británicas es discutido. El coronel Tomkyns Hilgrove Turner, que escoltó la piedra a Gran Bretaña, afirmó más tarde que se la había apoderado personalmente de Menou y se la había llevado en un carro de armas. Turner llevó la piedra a Gran Bretaña a bordo del Égyptienne, aterrizando en febrero de 1802. El 11 de marzo fue presentado a la Sociedad de Anticuarios de Londres. Más tarde fue llevado al Museo Británico, donde permanece hasta nuestros días. Las inscripciones pintadas en blanco en el artefacto dicen «Capturado en Egipto por el ejército británico en 1801» en el lado izquierdo y «Presentado por el rey Jorge III» a la derecha.